# Terreur
Terreur er en fransk stumfilm fra 1924 instrueret af Gérard Bourgeois og Edward José.

## Medvirkende
- Pearl White som Hélène Lorfeuil
- Henri Baudin som Lorfeuil
- Robert Lee som Roger Durand
- Hugues Mitchell som de Mesnevil
- Arlette Marchal som Madame Gauthier
- Paul Vermoyal som Erdmann
- Marcel Vibert som Duc de Morailles